# سودرهایشتدت
سودرهایشتدت (به آلمانی: Süderheistedt) یک شهر در آلمان است که در دیمارشن واقع شده‌است. سودرهایشتدت ۵۹۵ نفر جمعیت دارد.